# Макбрайд, Джо
Джо́зеф Макбра́йд (англ. Joseph McBride; 10 июня 1938, Глазго, Шотландия — 11 июля 2012, Глазго, Шотландия), более известный как Джо Макбра́йд (англ. Joe McBride) — шотландский футболист. Играл на позиции нападающего.
Наиболее известен своими выступлениями за шотландские клубы «Мотеруэлл», «Селтик» и «Хиберниан». Отличался высокой результативностью, является третьим бомбардиром в послевоенной истории высшего дивизиона Шотландии. Обладатель Кубка европейских чемпионов 1966/67 в составе глазговского «Селтика». В 1966 году Макбрайд сыграл два матча за национальную команду «горской» страны. Также защищал цвета сборной  Шотландской футбольной лиги, забил в её составе восемь мячей в четырёх поединках.
Умер Макбрайд 11 июля 2012 года в Глазго от последствий инсульта.

## Клубная карьера
Макбрайд родился 10 июня 1938 года в Говане, районе крупнейшего города Шотландии — Глазго. Данная область ещё известна тем, что на её территории располагается стадион «Айброкс» — арена клуба «Рейнджерс», одного из грандов «горского» футбола. Образование получил в школе святого Джерарда (англ. St Gerard’s Secondary School).
В 15-летнем возрасте Джо начал выступать за юношеский состав команды «Килмарнок». За четыре года, проведённых в составе юных «килли» Макбрайд успел поиграть недолгое время в клубе «Киркинтиллох Роб Рой», куда он был отправлен руководством коллектива из Ист-Эршира по арендному договору. В 1957 году Джо был привлечён для выступлений за первый состав «Килмарнока». Через два года молодой талант приглянулся английскому «Вулверхэмптон Уондерерс», который выкупил трансфер футболиста за 12,5 тысяч фунтов стерлингов. Но карьера Макбрайда в стане «волков» не задалась, и, не проведя за клуб ни одной игры, он был продан в «Лутон Таун» в том же году. Данный переход также не принёс успеха Джо — в 1960 году он вернулся в Шотландию, подписав контракт с «Партик Тисл». За «чертополоховых» раскрылся талант Макбрайда, как бомбардира, и вскоре интерес к нему начали проявлять большие команды «горской» страны.
В 1962 году Джо пополнил состав «Мотеруэлла». Следующие три футбольных года Макбрайд неизменно становился лучшим бомбардиром «сталеваров», и в 1965 году он был подписан за 22 тысячи фунтов глазговским «Селтиком». По итогам своего первого же сезона в рядах «кельтов» форвард стал лучшим снайпером чемпионата страны с 31 голом, разделив это почётное звание с нападающим «Данфермлин Атлетик» Алексом Фергюсоном. Следующий футбольный год Макбрайд начал тоже сверх результативно. Однако в декабре 1966 года он получил тяжёлую травму левого колена в матче с «Абердином» и выбыл до зимы следующего года. Повреждение лишило Джо возможности полноценно поучаствовать в самом успешном в истории «Селтика» сезоне — «кельты» стали чемпионами Шотландии, выиграли оба Кубка страны и Кубок европейских чемпионов.
После травмы Макбрайд так и не смог вновь завоевать место в основном составе «бело-зелёных» и в 1968 году перебрался в столичный «Хиберниан». С «хибс» Джо быстро доказал, что не растерял своих бомбардирских кондиций: в первых трёх матчах за эдинбургцев нападающий забил восемь мячей. Сначала в своей дебютной игре за «Хиберниан» он поразил ворота «Рейнджерс», четыре дня спустя оформил «хет-трик» в поединке Кубка ярмарок против «Локомотива» из Лейпцига, ещё через три дня Макбрайд забил четыре гола клубу «Гринок Мортон». Подобно временам в «Мотеруэлле» Джо последовательно, в сезонах 1968/69 и 1969/70 становился лучшим бомбардиром команды. 16 сентября 1970 года Макбрайд оформил второй «европейский» «хет-трик» в своей карьере, трижды огорчив шведский «Мальмё» в матче Кубка ярмарок.
Джо покинул «Хиберниан» в 1971 году. Перед окончанием карьеры в 1972 году Макбрайд выступал за клубы «Данфермлин Атлетик» и «Клайд».

### Клубная статистика
| Клуб                   | Сезон                  | Лига | Лига | Национальные кубки | Национальные кубки | Национальные кубки | Национальные кубки | Еврокубки | Еврокубки | Прочие | Прочие | Итого | Итого |
| Клуб                   | Сезон                  | Лига | Лига | Кубок страны       | Кубок страны       | Кубок Лиги         | Кубок Лиги         | Еврокубки | Еврокубки | Прочие | Прочие | Итого | Итого |
| Клуб                   | Сезон                  | Игры | Голы | Игры               | Голы               | Игры               | Голы               | Игры      | Голы      | Игры   | Голы   | Игры  | Голы  |
| ---------------------- | ---------------------- | ---- | ---- | ------------------ | ------------------ | ------------------ | ------------------ | --------- | --------- | ------ | ------ | ----- | ----- |
| Килмарнок              | 1957/58                | 15   | 8    | 3                  | 4                  | —                  | —                  | —         | —         | —      | —      | 18    | 12    |
| Килмарнок              | 1958/59                | 29   | 9    | 2                  | 3                  | 9                  | 8                  | —         | —         | —      | —      | 40    | 20    |
| Килмарнок              | 1959/60                | 13   | 5    | —                  | —                  | 3                  | 2                  | —         | —         | —      | —      | 16    | 7     |
| Всего за «Килмарнок»   | Всего за «Килмарнок»   | 57   | 22   | 5                  | 7                  | 12                 | 10                 | 0         | 0         | 0      | 0      | 74    | 39    |
| Лутон Таун             | 1959/60                | 13   | 6    | —                  | —                  | —                  | —                  | —         | —         | —      | —      | 13    | 6     |
| Лутон Таун             | 1960/61                | 12   | 3    | —                  | —                  | 2                  | 0                  | —         | —         | —      | —      | 14    | 3     |
| Всего за «Лутон Таун»  | Всего за «Лутон Таун»  | 25   | 9    | 0                  | 0                  | 2                  | 0                  | 0         | 0         | 0      | 0      | 27    | 9     |
| Партик Тисл            | 1960/61                | 22   | 14   | ?                  | 1                  | —                  | —                  | —         | —         | ?      | 1      | 22    | 16    |
| Партик Тисл            | 1961/62                | 33   | 14   | ?                  | 2                  | ?                  | 4                  | —         | —         | —      | —      | 33    | 20    |
| Партик Тисл            | 1962/63                | 3    | 2    | —                  | —                  | ?                  | 1                  | —         | —         | —      | —      | 3     | 3     |
| Всего за «Партик Тисл» | Всего за «Партик Тисл» | 58   | 30   | ?                  | 3                  | ?                  | 5                  | 0         | 0         | ?      | 1      | 58    | 39    |
| Мотеруэлл              | 1962/63                | 23   | 16   | —                  | —                  | —                  | —                  | —         | —         | —      | —      | 23    | 16    |
| Мотеруэлл              | 1963/64                | 33   | 18   | —                  | —                  | —                  | —                  | —         | —         | —      | —      | 33    | 18    |
| Мотеруэлл              | 1964/65                | 32   | 21   | —                  | —                  | —                  | —                  | —         | —         | —      | —      | 32    | 21    |
| Всего за «Мотеруэлл»   | Всего за «Мотеруэлл»   | 88   | 55   | 0                  | 0                  | 0                  | 0                  | 0         | 0         | 0      | 0      | 88    | 55    |
| Селтик                 | 1965/66                | 30   | 31   | 7                  | 3                  | 7                  | 7                  | 7         | 2         | —      | —      | 51    | 43    |
| Селтик                 | 1966/67                | 14   | 19   | —                  | —                  | 10                 | 15                 | 2         | 2         | 3      | 2      | 29    | 38    |
| Селтик                 | 1967/68                | 7    | 4    | 1                  | 0                  | 1                  | 0                  | —         | —         | —      | —      | 9     | 4     |
| Селтик                 | 1968/69                | 4    | 1    | —                  | —                  | 3                  | 2                  | 1         | 1         | —      | —      | 8     | 4     |
| Всего за «Селтик»      | Всего за «Селтик»      | 55   | 55   | 8                  | 3                  | 21                 | 24                 | 10        | 5         | 3      | 2      | 97    | 89    |
| Хиберниан              | 1968/69                | 23   | 19   | 1                  | 0                  | —                  | —                  | 4         | 5         | —      | —      | 28    | 24    |
| Хиберниан              | 1969/70                | 33   | 20   | 1                  | 0                  | 5                  | 2                  | —         | —         | —      | —      | 39    | 22    |
| Хиберниан              | 1970/71                | 10   | 5    | —                  | —                  | 8                  | 4                  | 6         | 3         | —      | —      | 24    | 12    |
| Всего за «Хиберниан»   | Всего за «Хиберниан»   | 66   | 44   | 2                  | 0                  | 13                 | 6                  | 10        | 8         | 0      | 0      | 91    | 58    |
| Данфермлин Атлетик     | 1970/71                | 17   | 8    | 3                  | 2                  | —                  | —                  | —         | —         | —      | —      | 20    | 10    |
| Данфермлин Атлетик     | 1971/72                | 3    | 0    | —                  | —                  | 6                  | 2                  | —         | —         | —      | —      | 9     | 2     |
| Всего за «Данфермлин»  | Всего за «Данфермлин»  | 20   | 8    | 3                  | 2                  | 6                  | 2                  | 0         | 0         | 0      | 0      | 29    | 12    |
| Клайд                  | 1971/72                | 12   | 5    | —                  | —                  | —                  | —                  | —         | —         | —      | —      | 12    | 5     |
| Всего за «Клайд»       | Всего за «Клайд»       | 12   | 5    | 0                  | 0                  | 0                  | 0                  | 0         | 0         | 0      | 0      | 12    | 5     |
| Всего за карьеру       | Всего за карьеру       | 381  | 228  | 18                 | 15                 | 54                 | 47                 | 20        | 13        | 3      | 3      | 476   | 306   |

## Сборная Шотландии
В 1966 году Макбрайд провёл два матча за национальную сборную Шотландии, коими были встречи с Уэльсом и Северной Ирландией. Данные поединки игрались в рамках Домашнего чемпионата Великобритании, однако их результаты были также отнесены в зачёт квалификационного турнира к европейскому первенству 1968 года.

### Матчи и голы за сборную Шотландии
| № | Дата            | Место                             | Оппонент          | Счёт | Голы Макбрайда | Соревнование                                                                          |
| 1 | 22 октября 1966 | «Ниниан Парк», Кардифф, Уэльс     | Уэльс             | 1:1  | —              | Домашний чемпионат Великобритании / Отборочный матч чемпионата Европы по футболу 1968 |
| 2 | 16 ноября 1966  | «Хэмпден Парк», Глазго, Шотландия | Северная Ирландия | 2:1  | —              | Домашний чемпионат Великобритании / Отборочный матч чемпионата Европы по футболу 1968 |

Итого: 2 матча / 0 голов; 1 победа, 1 ничья, 0 поражений.

### Сводная статистика игр/голов за сборную
| Сборная          | Год              | Отборочные матчи ЧМ | Отборочные матчи ЧМ | Финальные матчи ЧМ | Финальные матчи ЧМ | Отборочные матчи ЧЕ / Домашний чемпионат Великобритании | Отборочные матчи ЧЕ / Домашний чемпионат Великобритании | Финальные матчи ЧЕ | Финальные матчи ЧЕ | Товарищеские матчи | Товарищеские матчи | Итого | Итого |
| Сборная          | Год              | Игры                | Голы                | Игры               | Голы               | Игры                                                    | Голы                                                    | Игры               | Голы               | Игры               | Голы               | Игры  | Голы  |
| ---------------- | ---------------- | ------------------- | ------------------- | ------------------ | ------------------ | ------------------------------------------------------- | ------------------------------------------------------- | ------------------ | ------------------ | ------------------ | ------------------ | ----- | ----- |
| Шотландия        | 1966             | —                   | —                   | —                  | —                  | 2                                                       | 0                                                       | —                  | —                  | —                  | —                  | 2     | 0     |
| Всего за карьеру | Всего за карьеру | 0                   | 0                   | 0                  | 0                  | 2                                                       | 0                                                       | 0                  | 0                  | 0                  | 0                  | 2     | 0     |

## Сборная Шотландской футбольной лиги
Также с 1964 по 1966 год Макбрайд приглашался и играл в составе сборной Шотландской футбольной лиги, которая проводила товарищеские матчи с аналогичными командами из Англии и Ирландии. Всего за клубных «горцев» Джо провёл четыре встречи, забил восемь мячей.

### Матчи за сборную Шотландской футбольной лиги
| № | Дата             | Место                                         | Оппонент                         | Счёт | Голы Макбрайда | Соревнование      |
| 1 | 18 марта 1964    | «Рокер Парк», Сандерленд, Англия              | Сборная Футбольной лиги Англии   | 2:2  | 1              | Товарищеский матч |
| 2 | 23 сентября 1964 | «Далимаунт-Парк», Дублин, Ирландия            | Сборная Футбольной лиги Ирландии | 2:2  | 2              | Товарищеский матч |
| 3 | 16 марта 1966    | «Сент-Джеймс Парк», Ньюкасл-апон-Тайн, Англия | Сборная Футбольной лиги Англии   | 3:1  | 2              | Товарищеский матч |
| 4 | 7 сентября 1966  | «Селтик Парк», Глазго, Шотландия              | Сборная Футбольной лиги Ирландии | 6:0  | 3              | Товарищеский матч |

Итого: 4 матча / 8 голов; 2 победы, 2 ничьи, 0 поражений.

## Достижения

### Командные достижения
«Килмарнок»
- Финалист Кубка Шотландии: 1959/60

 «Селтик»
- Обладатель Кубка европейских чемпионов: 1966/67
- Чемпион Шотландии (4): 1965/66, 1966/67, 1967/68, 1968/69
- Обладатель Кубка шотландской лиги (4): 1965/66, 1966/67, 1967/68, 1968/69
- Финалист Кубка Шотландии: 1965/66

### Личные достижения
- Лучший бомбардир чемпионата Шотландии: 1966/67

## Личная жизнь
После окончания карьеры футболиста Макбрайд долгое время работал в торговле. Проживал вместе со своей семьёй в городе Бишопбриггс. Жена Джо, Маргарет, скончалась в июне 2004 года от рака. В браке у Макбрайда родилось двое детей — дочь Джули и сын Джо, также ставший футболистом.
Умер знаменитый форвард 11 июля 2012 года в одной из больниц города Глазго от последствий перенесённого несколькими днями ранее инсульта на 75-м году жизни. Прощание с Макбрайдом прошло 19 июля в церкви святого Доминика города Бишопбриггс при большом стечении народа среди которого были многие бывшие одноклубники Джо, видные футболисты прошлого и настоящего, простые болельщики.

## Цитаты
Джимми Макгрори, футболист и главный тренер «Селтика»:
Как-то меня спросили — кого я назову лучшим форвардом «кельтов», игру которого мне довелось лицезреть воочию. Я ответил, что это, без сомнений, Джо Макбрайд... Он потрясающе играл головой и ему было достаточно для гола даже половину шанса, нужного для этого обычным нападающим.